# Silvisaurus condrayi
Silvisaurus condrayi Eaton Jr., 1960 è un dinosauro nodosauride, vissuto nel Cretacico inferiore (tra Aptiano e Albiano, 112,6-99,7 milioni di anni fa), i cui resti fossili sono stati rinvenuti in America Settentrionale.

## Etimologia
Il nome Silvisaurus risulta dalla combinazione della parola latina silva (bosco) e della parola greca sauròs (lucertola) ad indicare quindi la lucertola dei boschi.

## Descrizione
Silvisaurus condrayi poteva raggiungere una lunghezza di 3,4 m; era ricoperto dalla pesante armatura ossea propria di tutti i nodosauri. Spesse piastre circondavano la regione del collo e serie un po' meno fitte di elementi ossei piatti coprivano il dorso e la coda, massicce spine armavano i fianchi.
Silvisaurus viene però considerato un rappresentante primitivo della famiglia nodosauridi. Mentre infatti nella maggior parte dei nodosauri esiste un becco osseo privo di denti, esso aveva denti nella mascella. Per questa ragione vari paleontologi considerano questo animale un possibile antenato degli altri nodosauri.
Come in molti nodosauri e nei più recenti ankilosauri, il cranio è piuttosto leggero per la drastica riduzione del tessuto osseo dovuta alle abbondanti cavità e ai condotti per il passaggio dell'aria. Questi condotti forse facevano parte di apparati per la produzione di suoni utilizzati per la comunicazione intraspecifica. La produzione di suoni non deve essere stata rara tra i dinosauri: si ritiene che gli adrosauri, animali gregari, avessero sacche nasali gonfiabili e creste ossee cave sul capo proprio per emettere segnali di interesse sociale.

## Scoperta
La specie tipo fu scoperta da Condray e ricostruita da Eaton, dell'Università del Kansas (USA), da affioramenti della Dakota Formation databili tra l'Aptiano superiore e il Cenomaniano inferiore. Consisteva di uno scheletro incompleto, il cranio (le cui dimensioni erano 33 centimetri di lunghezza e 25 di larghezza) e l'osso sacro.
 
Fino ad oggi il Silvisaurus include la sola specie S. condrayi, così denominata in onore dello scopritore.